# Jota Arae
Jota Arae (ι Arae, förkortat Jota Ara, ι Ara) är en ensam stjärna belägen i den norra delen av stjärnbilden Altaret. Den har en skenbar magnitud på 5,25, är synlig för blotta ögat där ljusföroreningar ej förekommer. Baserat på parallaxmätning inom Hipparcosuppdraget på ca 3,5 mas, beräknas den befinna sig på ett avstånd på ca 930 ljusår (ca 290 parsek) från solen.

## Egenskaper
Jota Arae är en blå till vit jättestjärna av spektralklass B2 IIIne där E-suffixet anger att spektret visar emissionslinjer, som visar att den är en Be-stjärna som omges av het, omslutande gas. Den har snabb rotation med en projicerad rotationshastighet på 375 km/s. Dopplereffekten från denna rotation gör att absorptionslinjerna blir bredare och diffusa, vilket anges av "n" -notationen. Stjärnan har en beräknad massa som är ca 8,3 gånger större än solens massa, en radie som är ca 6,3 gånger större än solens och utsänder från dess fotosfär ca 1 005 gånger mera energi än solen vid en effektiv temperatur av ca 21 400 K.
Jota Arae är en Gamma Cassiopeiae-variabel som varierar mellan magnitud +5,18 och 5,28 utan någon tydlig period.